# Mario Bertini
Mario Bertini (* 7. Januar 1944 in Prato) ist ein ehemaliger italienischer Fußballspieler. Er spielte auf der Position eines defensiven Mittelfeldspielers.
Bertini wechselte zur Saison 1965/66 vom Serie-C-Verein FC Empoli in die Serie A zur AC Florenz. In seiner ersten Saison gewann er mit der Mannschaft die Coppa Italia. Nach drei Spielzeiten in Florenz wechselte Bertini zu Inter Mailand. Der Höhepunkt in seiner Zeit in Mailand war der Gewinn des Scudetto in der Saison 1970/71.
In der Nationalmannschaft kam er unter anderem bei der Fußball-WM 1970 im Jahrhundertspiel gegen Deutschland und im folgenden Endspiel gegen Brasilien zum Einsatz.

## Erfolge
- Italienischer Meister: 1970/71
- italienischer Pokalsieger: 1965/66
- Vize-Weltmeister: 1970